# 小田桐ゆうき
小田桐 ゆうき（オダギリ ユウキ）は、日本の音楽プロデューサー、作詞家、作曲家、編曲家。作品により「Yuuki Odagiri」とローマ字表記される場合もある。

## 来歴
ストリートダンサーとして様々なコンテストでの優勝経験・入賞経験を持ち、クラブシーンでのゲスト出演やダンススクールでのインストラクターとして活動した後、ボーカル&ダンスグループのボーカル兼ダンサーとしてライブ活動を行う。グループ解散後はインディーズシーンにて他アーティストへの楽曲提供を精力的に行うようになり、2009年11月よりメジャーシーンにおいて音楽作家としてのキャリアをスタートさせる。

## 参加作品
- あんさんぶるスターズ！！
  - Neptu「Deep into you(作曲)」
  - Crazy:B「UTAKATA DANCE FLOOR(作曲・編曲)」

- INDIGO4
  - 『ココロ-Dear my friends-』（シングル・2010/02/24）
「ココロ-Dear my friends-(作詞・作曲・編曲・バックボーカル)」
- 石塚汐花
  - 『アクエリアス』（配信シングル・2022/11/09）
「アクエリアス(作詞・作曲)」
- iNTOYOU
  - 『iNTOYOU』（EP・2023/03/03）
「NEVER LAND(作詞・作曲)」
- VANNESS
  - 『Reason』（シングル・2010/01/20）
「Stuck on u(作詞・作曲・編曲)」
  - 『REFLECTIONS』（アルバム・2010/02/03）
「Stuck on u(作詞・作曲・編曲)」
  - 『Best Album』（アルバム・2013/08/21）
「Stuck on u(作詞・作曲・編曲)」
- VEALL
  - 『III -THREE-』（アルバム・2025/03/22）
「PLAY(作詞・作曲・編曲)」
- X4
  - 『Snow Flakes』（配信シングル・2015/11/26）
「Snow Flakes(共作詞・作曲・編曲)」
  - 『Funk, Dunk, Punk』（アルバム・2016/05/25）
「Dive into your love(作曲・編曲)」
「Snow Flakes(共作詞・作曲・編曲)」
  - 『4 MY BABY』（ミニアルバム・2016/10/05）
「Pride(作詞・作曲・編曲)」
  - 『キズナ』（シングル・2016/12/14）
「Hold Back(作詞・作曲・編曲)」
  - 『O』（配信シングル・2017/02/01）
「O(作詞・作曲・編曲)」
  - 『Rockin' It』（配信シングル・2017/03/01）
「Rockin' It(作詞・作曲・編曲)」
  - 『Xross Mate』（アルバム・2017/03/08）
「O(作詞・作曲・編曲)」
「Rockin' It(作詞・作曲・編曲)」
  - 『XTIME』（ミニアルバム・2017/10/04）
「君がいるから(作曲・編曲)」
  - 『XXXX』（アルバム・2018/04/18）
「Fillin' me with your love(作詞・作曲・編曲)」
「ラストシーン(作曲・編曲)」
  - 『Coz I Love You』（配信シングル・2018/11/14）
「Coz I Love You(作詞・作曲・編曲)」
  - 『CROSSROAD』（アルバム・2018/12/19）
「Coz I Love You(作詞・作曲・編曲)」
  - 『X-tra BEST』（アルバム・2019/07/17）
「Snow Flakes(作詞・作曲・編曲)」
「Dive into your love(作曲・編曲)」
「Pride(作詞・作曲・編曲)」
「Rockin' It(作詞・作曲・編曲)」
「O(作詞・作曲・編曲)」
「Fillin' me with your love(作詞・作曲・編曲)」
「ラストシーン(作曲・編曲)」
「Coz I love you(作詞・作曲・編曲)」
- EXILE TAKAHIRO
  - 『一千一秒』（シングル・2013/06/26）
「一千一秒(作曲)」
  - 『the VISIONALUX』（アルバム・2015/09/23）
「一千一秒(作曲)
- AWESOME
  - 「HI HAT(作詞・作曲・編曲)」
- Carat
  - 『#SOTS』（シングル・2016/09/07）
「#SOTS(作詞・作曲・編曲)」
「Complicated(作詞・作曲)」
  - 『4KISS』（アルバム・2017/08/23）
「#SOTS(作詞・作曲・編曲)」
「Complicated(作詞・作曲)」
- きっと大切だった
  - 「タイセツナモノ(作詞・作曲・編曲)」
  - 「友人A(作詞・作曲・編曲)」
  - 「ココロコンパス(作詞・作曲・編曲)」
  - 「雨のちナミダ(作詞・作曲・編曲)」
  - 「1秒のリグレット(作詞・作曲・編曲)」
  - 「Snow Snow Snow(作詞・作曲・編曲)」
- Kiramune
  - 『Kiramune Presents Fan×Fun Time 2021 Live Blu-ray』（Blu-ray・2021/11/24）
「キズナファンファーレ(作曲・編曲)」
- CUBERS
  - 『あたらしい生活』（アルバム・2021/05/12）
「Dangerous Kiss(TAKA・綾介)(作詞・作曲・編曲・バックボーカル)」
  - 『MAJOR OF CUBERS 2』（アルバム・2023/03/08）
「Romantic(作詞・作曲・編曲・バックボーカル)」
  - 『For Good』（配信シングル・2023/10/30）
「For Good(作詞・作曲・編曲・バックボーカル)」
  - 『スキャンダラスKISS～final act～』（シングル・2024/03/06）
「For Good(作詞・作曲・編曲・バックボーカル)」
  - 『CUBERS BEST 2015-2024』（アルバム・2024/03/20）
「For Good(作詞・作曲・編曲・バックボーカル)」
- ClariS
  - 『nexus』（シングル・2011/09/14）
「Don't cry(作詞・作曲・編曲)」
- 倖田來未
  - 『BEST〜third universe〜 & 8th AL "UNIVERSE"』（アルバム・2010/02/03）
「Comes Up(作詞・作曲・編曲)」
- THE IDOLM@STER SHINY COLORS
  - 『B☆Health』（シングル・2022/8/13）
「283体操(作詞・振付)」
- 城田優
  - 『U』（シングル・2011/05/04）
「Heart of glass(作曲)」
- JamsCollection
  - 『Jam Vacation』（アルバム・2023/09/27）
「青いペディキュア(作詞・作曲・編曲)」
- Jumpin'
  - 「Jumpin'〜ラララパノラマ〜(作詞・作曲・編曲)」
  - 「BYUUUNN!!(作詞・作曲・編曲)」
  - 「スーパーヒーロー(作詞・作曲・編曲)」
  - 「Magic Magic(作詞・作曲・編曲)」
  - 「3・2・ワンダフォー!!(作詞・作曲・編曲)」
  - 「BYUUUNN!!-Urban Complextro Mix-(作詞・作曲・編曲)」
  - 「#おもてなしRAINBOW(作詞・作曲・編曲)」
  - 「美味ッ!!(作詞・作曲・編曲)」
  - 「ワクワクエスト〜GO FOR IT!!〜(作詞・作曲・編曲)」
- Juliet
  - 『シブヤ』（アルバム・2011/09/14）
「マンネリ(作曲・編曲)」
- JG
  - 『砂時計』（シングル・2019/12/11）
「DOOR feat. 工藤翔平(作詞・作曲・編曲)」
- GEM
  - 『Girls Entertainment Mixture』（アルバム・2016/03/23）
「Do it Do it(作詞・作曲・編曲)
「DANCIN' DANCIN' DANCE!!(作詞・作曲・編曲)
- Snow Man
  - 『i DO ME』（アルバム・2023/05/17）
「Super Deeper(作詞)」
- SUPER☆GiRLS
  - 『POP!! POP!! POP!!』（MU-CA・2019/07/17）
「POP!! POP!! POP!!(作詞・作曲・編曲)
- Super Break Dawn
  - 『Breaking Dawn』（ミニアルバム・2018/04/25）
「You're my #1(作詞・作曲・編曲)」
「Because Of You(作詞・作曲・編曲)」
  - 『Silent Snow』（シングル・2018/11/28）
「Silent Snow(作詞・作曲・編曲)」
  - 『SUMMER DELIGHT/線香花火』（シングル・2019/07/09）
「線香花火(作詞・作曲・編曲)」
  - 『BLUE MOMENT』（アルバム・2019/10/30）
「You're my #1(作詞・作曲・編曲)」
「Vroom Vroom(作詞・作曲・編曲)」
「線香花火(作詞・作曲・編曲)」
  - 『桜の樹の下で』（シングル・2021/03/17）
「桜の樹の下で(作詞・作曲・編曲)」
「Complicated(作詞・作曲)」
- SUZUCA
  - 「マーガレット(作詞・作曲・編曲)」
- 7ORDER
  - 『Re:ally?』(アルバム・2022/02/02)
「夢想人(編曲)」
- SENDAI Twinkle★moon
  - 「キスKissスキっ！(作詞・作曲・編曲)」
- Cellchrome
  - 『Stand Up Now』（シングル・2017/08/23）
「Stand Up Now(作曲・編曲)」
  - 『Don't Let Me Down』（シングル・2017/12/13）
「Don't Let Me Down(作曲・編曲)」
  - 『Everything OK!!』（シングル・2018/03/14）
「Everything OK!!(編曲)」
  - 『アダムトイブ』（シングル・2018/08/22）
「She's So Nice(作曲・編曲)」
  - 『SOARING』（シングル・2023/12/01）
「SOARING(作詞・作曲・編曲)」
- SOLIDEMO
  - 『8 Collors』（アルバム・2015/10/21）
「Come Back to Me(コーラスアレンジ)」
「Love you(コーラスアレンジ)」
  - 『8 Infinity』（アルバム・2021/03/17）
「Dear…(作曲)」
- 高野洸
  - 『君という奇跡』（シングル・2024/06/12）
「UFO(作詞・作曲)」
  - 『Advance』（アルバム・2024/12/04）
「UFO(作詞・作曲)」
- CHiE
  - 『ほんの少し、ほんと少し』（シングル・2011/04/13）
「ほんの少し、ほんと少し(ボーカルディレクション)」
- Chu-Z
  - 『Chu-Z My Music』（アルバム・2014/07/09）
「Summer Dreamer(作詞・作曲・編曲)」
「Chu me now!!(作詞・作曲・編曲)」
「キラキラ未来☆(作詞・作曲・編曲)」
「a.no.ne(作詞・作曲・編曲)」
「Bow Wow(作詞・作曲・編曲)」
「GIRLS ON THE RUN(作詞・作曲・編曲)」
「Choose My Life(作詞・作曲・編曲)」
  - 『ボンバスティック!!』（シングル・2014/10/01）
「Direct to U(作詞・作曲・編曲)」
  - 『Tell me why 生まれて来た意味を知りたい/＃PANAiii』（シングル・2015/7/01）
「＃PANAiii(作詞・作曲・編曲)」
  - 『Chu-Z My Selection』（アルバム・2016/03/09）
「＃PANAiii(作詞・作曲・編曲)」
「Direct to U(作詞・作曲・編曲)」
「My Special(作詞・作曲・編曲)」
  - 『Chu-Z My Music "10"』（アルバム・2022/12/13）
「10YEARS AFTER(作詞・作曲・編曲)」
「GIRLS ON THE RUN 2022Ver.(作詞・作曲・編曲)」
「Choose My Life(作詞・作曲・編曲)」
- D.N.A
  - 『MELODIES & MEMORIES』（シングル・2008/08/20）
「MELODIES & MEMORIES(作詞・作曲・編曲)」
- DEEP
  - 『Echo〜優しい声〜』（シングル・2010/02/17）
「Chocolate(作曲)」
  - 『DEEP〜brand new story〜』（アルバム・2010/03/03）
「Chocolate(作曲)」
「君だけに…(作詞・作曲・編曲)」
  - 『LOVE STORY』（アルバム・2011/02/16）
「会いたい…(作曲・編曲)」
  - 『TRUE LOVE』（シングル・2011/12/14）
「Tears(作詞・作曲・編曲)」
  - 『YOUR STORY』（アルバム・2012/02/15）
「Tears(作詞・作曲・編曲)」
  - 『 I Promise You』（シングル・2013/11/27）
「好きだから-Trust in my heart-(作詞・作曲・編曲)」
  - 『雪しずり』（シングル・2014/02/12）
「雪しずり(作詞・作曲・編曲)」
  - 『Love Light』（アルバム・2015/02/25）
「雪しずり(作詞・作曲・編曲)」
- 東京女子流
  - 『Rock you!/おんなじキモチ -YMCK REMIX-』（シングル・2012/03/07）
「Rock You!」（作曲）
  - 『Limited addiction』（アルバム・2012/03/14）
「Rock You!」（作曲）
  - 『東京女子流×Maltine Records REMIX』（配信ミニアルバム・2012/10/17）
「Rock You! -tofubeats 1988 dub version-」（作曲）
  - 『約束』（アルバム・2013/01/30）
「ふたりきり」（作曲）
  - 『tofubeats「university of remix」』（アルバム・2013/04/24）
「Rock You! -tofubeats 1988 dub version-」（作曲）
  - 『運命/ワンダフル スマイル (新井ひとみと松島湾子)』（シングル・2013/06/05）
「ふたりきり -Royal Mirrorball Mix-」（作曲）
  - 『松井寛 / 東京女子流「Mirrorball Flare + Royal Mirrorball Discotheque」』（アルバム・2014/03/12）
「ふたりきり -Royal Mirrorball Mix-」（作曲）
  - 『1st BEST ALBUM「キラリ☆」』（アルバム・2015/05/05）
「Rock You!」（作曲）
  - 『ミルフィーユ』（シングル・2016/11/30）
「ミルフィーユ」（作曲）
  - 『PERIOD. BEST 〜キメテイイヨワタシノコト〜』（ミニアルバム・2017/10/25）
「ミルフィーユ」（作曲）
- ミュージカル刀剣乱舞
  - 「Sing out!!(作曲)」
- DREAM MAKER
  - 『DREAM × DREAM』（アルバム・2019/12/25）
「Take me(作曲・編曲)」
- 菜々香
  - 『Come Back』（配信シングル・2015/12/23）
「Honey Boy(作詞・作曲・編曲)」
- BackGammon(戸田恵子・PaniCrew 植木豪)
  - 『Show Must Go On』（アルバム・2019/09/25）
「ブギウギ★ベイベ(作詞・作曲)」
- PaniCrew
  - 『GROWING & LEARNING』（シングル・2007/07/18）
「Breakthrough(作曲)」
  - 『ONE+LOVE WORLD』（シングル）
「ガンバレ。(作詞・作曲)」
「DRIVE(作詞・作曲・編曲)」
  - 『2013うんどう会5』（V.Aアルバム・2013/02/27）
「Flash!!!!!(作詞)」
  - 『～15th Anniversary Best～ Joker's Anthem』（アルバム・2013/11/06）
「ガンバレ。(作詞・作曲)」
- HIROTO DA YANKEE☆
  - 『道しるべ』（アルバム・2010/02/24）
「MY WAY(作詞・作曲・編曲)」
「NO.1☆(作詞・作曲・編曲)」
「ダイヤモンド(作詞・作曲・編曲)」
「パーリーHOLiC(作詞・作曲・編曲)」
「全然OK!(作詞・作曲・編曲)」
- Peel the Apple
  - 『マキシワンピは夏の色』（配信シングル・2025/06/15）
「マキシワンピは夏の色(作詞・作曲・編曲)」
- BRIGHT
  - 『キライ…でも好き〜アイシテル〜』（配信シングル・2010/02/18）
「キライ…でも好き〜アイシテル〜(作詞・作曲・編曲)」
  - 『Real』（アルバム・2010/02/24）
「キライ…でも好き〜アイシテル〜(作詞・作曲・編曲)」
  - 『IN HARMONY』（ミニアルバム・2010/10/20）
「キライ…でも好き〜アイシテル〜(作詞・作曲・編曲)」
  - 『1年2ヶ月20日』（配信シングル・2011/02/09）
「1年2ヶ月20日(作詞・作曲・編曲)」
  - 『LOVE〜ある愛のカタチ〜』（シングル・2011/06/01）
「1年2ヶ月20日(作詞・作曲・編曲)」
  - 『BRIGHT』（アルバム・2012/03/21）
「1年2ヶ月20日(作詞・作曲・編曲)」
  - 『BRIGHT BEST』（アルバム・2012/08/22）
「キライ…でも好き〜アイシテル〜(作詞・作曲・編曲)」
- PlayZ
  - 『Love On The Street』（ミニアルバム・2009/11/15）
「sweet sweet sweet(作詞・作曲・編曲・バックボーカル)」
  - 『抱きしめて feat.NoriTae』（シングル・2010/04/28）
「Love u〜忘れられなくて〜(作詞・作曲・編曲)」
- BOYFRIEND
  - 『Pinky Santa』（シングル・2013/11/20）
「ボクの宝物(作曲)」
  - 『BOYFRIEND LOVE COMMUNICATION 2012～2014 – Perfect Best collection -』（アルバム・2015/06/10）
「ボクの宝物(作曲)」
- MaxBoys
  - 『大切なもの』（シングル・2012/02/15）
「Sakura(作詞・作曲・バックボーカル)」
  - 『大切なうた』（アルバム・2012/12/12）
「Sakura(作詞・作曲・バックボーカル)」
- 松下優也
  - 『U 〜BEST of BEST〜』（アルバム・2012/12/05）
「Naked Night(作曲・編曲)」
  - 『#musicoverdose』（配信アルバム・2013/08/28）
「Helpless(作詞・作曲・編曲)」
「Wait For You(作曲・編曲)」
  - 『BLACK NEVERLAND』（アルバム・2019/03/27）
「Rendez-Vous(作曲・編曲)」
「Playa Playa(作曲・編曲)」
「LOVE(作曲・編曲)」
「午時葵(作曲・編曲)」
- 宮野真守
  - 『シャイン』（シングル・2015/04/15）
「Be Mine(作曲・編曲)」
- May J.
  - 『for you』（ミニアルバム・2010/02/17）
「I'm yours(編曲)」
- 吉田広大
  - 『Daisy』（配信シングル・2021/8/28）
「Daisy(共作詞・作曲・編曲)」
  - 『Jank』（配信シングル・2021/10/01）
「Jank(編曲)」
  - 『Without you』（配信シングル・2021/12/11）
「Without you(共作詞・作曲・編曲)」
  - 『灯火、』（配信アルバム・2022/7/1）
「Jank(2022 Remaster)(編曲)」
「without you(作詞・作曲・編曲)」
「Daisy(作詞・作曲・編曲)」
  - 『キミノウタ』（配信シングル・2025/04/02）
「キミノウタ(編曲)」
  - 『unfreeze』（配信アルバム・2025/07/30）
「キミノウタ(編曲)」
「Do it right(作詞・作曲・編曲)」
- LovRAVE 
  - 『1st Lov』（ミニアルバム・2017/08/02）
「ASAP -Say you love me-(作詞・作曲・編曲)」
- Onephony
  - 『ウォータープルーフガール』（配信シングル・2024/06/23）
「ウォータープルーフガール(作詞・作曲・編曲)」
  - 『ウルトラCなラブストーリー』（配信シングル・2024/06/23）
「ウルトラCなラブストーリー(作詞・作曲・編曲)」
  - 『君ラブ！♡』（配信シングル・2024/11/25）
「君ラブ！♡(作詞・作曲・編曲)」
  - 『冬のトライアングル』（配信シングル・2024/12/23）
「冬のトライアングル(作詞・作曲・編曲)」